# چائو نا
چائو نا (انگلیسی: Chao Na؛ زادهٔ ۱۳ مارس ۱۹۸۰) شناگر اهل چین است.
وی در مسابقات کشوری و بین‌المللی در مجموع برندهٔ ۳ مدال طلا، ۳ مدال نقره شده‌است.